# Abraam Garmelia

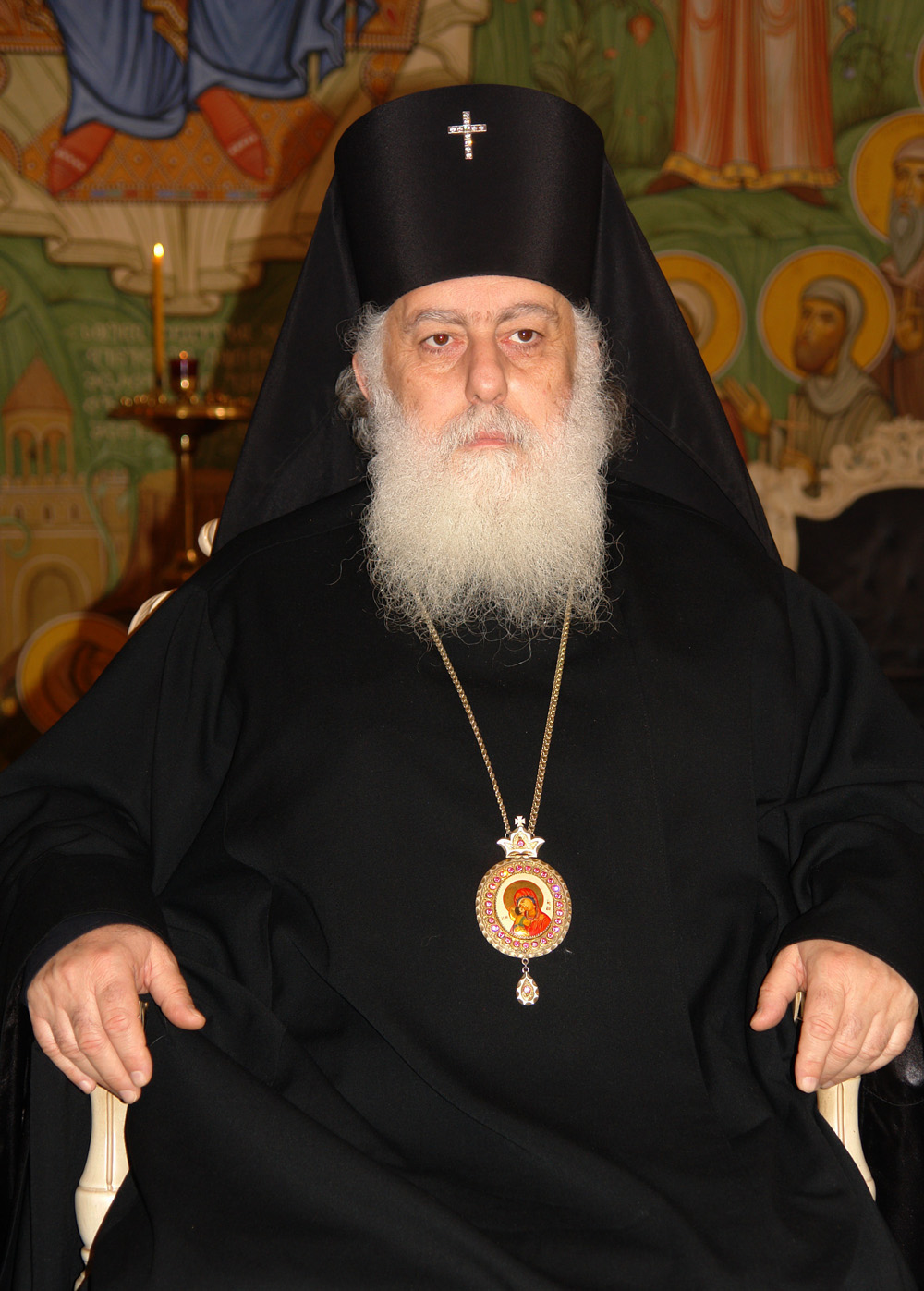
Abraam Garmelia

Abraam Garmelia (georgisch აბრაამ გარმელია, mit bürgerlichem Namen  Amiran Garmalia, * 15. November 1948 in Sochumi, Autonome Republik Abchasien, Georgische SSR, UdSSR) ist georgischer Bischof der deutschen Diözese der Georgischen Orthodoxen Apostelkirche.

## Leben
Nach dem Besuch der Grundschule in Tiflis studierte Garmelia an staatlich-pädagogischen Puschkin Institut an der Fakultät für Geschichte  die er im Jahr 1971 abgeschlossen hat. Im Anschluss an das Studium widmete er sich der pädagogischen Forschung. 1986–1988 studierte er Theologie an dem Seminar von Mzcheta.
Am 3. Januar 1988 wurde Amiran Garmelia durch den Metropoliten Zosime (Shioshvili) von Wilkneli zum Mönch geweiht, wobei er den Namen Abraam erhielt. Im gleichen Jahr wurde er zum Diakon geweiht. Am 29. Mai 1988 empfing Abraam die Priesterweihe durch den Patriarchen des ganzen Georgiens Ilia II. Anfänglich hatte er in Sioni von Dmanisi, und später war er Abt vom Gelatikloster. Von Mai 1989 bis Juli 1990 hielt er sich im ostkirchlichen Institut Regensburg (Deutschland) auf. Von September 1990 bis Oktober 1991 diente er in der Kathedralkirche Sioni in Tiflis. Ab September 1990 hielt er Vorlesungen zum Alten Testament an der theologischen Akademie und dem Seminar in Tiflis.
Am 21. Oktober 1991 wurde er für seinen treuen Dienst in der Kirche durch Patriarchen des ganzen Georgiens Ilia II. zum Archimandriten ernannt und ab dem 30. Oktober war er Abt an der Patriarchalkirche Swetizchoweli. Am 21. Dezember 1992 wurde er von der Heilige Synode des georgischen Patriarchats zum Bischof von Nikorzminda gewählt. Seine Weihe fand am 25. Dezember 1992 statt.
Vom 19. Juli 1993 bis 1. Februar 2003 war er Rektor der theologischen Akademie und dem Seminar in Tiflis. Vom 20. Juli 1995 bis 17. Oktober 2002 war er Leiter des Außenamtes des georgischen Patriarchats. 1996–1998 leitete er die Diözese von Sagaredscho und Gurdschaani sowie 1998–2002 die Diözese von Tschiatura. Am 25. Dezember 1996 wurde er zum Erzbischof und am 28. November 2000 zum Metropoliten ernannt.
Am 17. Oktober 2002 entstand durch den Beschluss der Heiligen Synode der georgisch-orthodoxen Kirche die westeuropäische Diözese, die dem Metropoliten Abraam Garmelia unterstellt wurde.